# Giuseppe Bianchini
Giuseppe Bianchini (Verona, 1704 – Roma, 1764) è stato uno scrittore e storico italiano.
Si dedicò fin dai primi anni agli studi storici ed archeologici, per poi proseguirli a Roma, dove nel 1732 diventò oratoriano, cioè membro dell'ordine religioso fondato da san Filippo Neri; è noto soprattutto come biblista, storico e liturgista. 
Dal 1740 al 1750 fu segretario della Accademia Pontificia di Storia ecclesiastica, istituita da Benedetto XIV.

## Opere
Verso il 1730 scoprì nella Biblioteca Capitolare di Verona il Sacramentario leoniano, il più antico libro liturgico superstite della Chiesa d'Occidente, che pubblicò nel 1735 in un omaggio ad Anastasio il Bibliotecario.
La sua opera più importante è il progetto di un riesame del testo biblico con il titolo di Vindiciae canonicarum scripturarum vulgatae latinae editionis, della quale fu pubblicato nel 1740 solo il primo dei diversi volumi preventivati.
Fu invece completata un'altra sua opera di tenore storico, Historiae ecclesiasticae quadripartitae, stampata a Roma nel 1752-1754.
Tra le opere di carattere liturgico-storico, nella Liturgia antiquario hispanica, gothica, isidoriana, mozarabica, toletana mixta, stampata a Roma nel 1746, vengono esposti l'origine e i reciproci influssi delle liturgie sorte e diffusesi nella penisola iberica.
Intraprese anche un'edizione dell'opera del Thomasius Ex divina et naturali philosophia ac medicina conclusiones, di cui fu completato soltanto il primo volume.
Fu incaricato di indagare e esporre un rapporto sull'"accensione e bruciamento" della contessa  Cornelia Zangheri Bandi, redatto a Verona nel 1731 e in seguito pubblicato in Roma.

### Analisi storica e contenutistica di codici e lezionari antichi
Bianchini si interessò e illustrò il profilo storico e scientifico relativo all'autenticità e contenuto di manoscritti biblici ospitati in diversi musei e biblioteche d'Italia. Tra questi i Minuscoli 145,169, 145, 170, 171, 173, 174, 175, 176, 178, 179, 180, 196, 394, 397, 450, 627, 632; e gli antichi lezionari: 35, 46, 123, 124,125, 126, 127.
Tra gli onciali esaminò i codici Codex Cypriu, Codex Angelicus, Codex Campianus, Codex Vaticanus 2066, Codex Curiensis, Codex Corbeiensis I, Codex Corbeiensis II e Codex Sangermanensis I.

## Curiosità
Giuseppe Bianchini era lo zio materno del dantista Filippo Rosa Morando, dato che quest'ultimo era figlio della sorella Lodovica Bianchini.